# Týnec nad Sázavou
Týnec nad Sázavou (in tedesco Teinitz an der Sasau) è una città della Repubblica Ceca facente parte del distretto di Benešov, in Boemia Centrale.